# Dowling-Degos-Krankheit
Die Dowling-Degos-Krankheit ist eine seltene angeborene Hautkrankheit mit den Merkmalen einer netzartigen Pigmentierung in den Hautbeugen, follikulären Hyperkeratosen und Akne-artigen Narben.
Synonyme sind: Retikuläre Pigmentdermatose; lateinisch Morbus Dowling-Degos; englisch Dowling-Degos disease; DDD
Die Bezeichnung der Genodermatose bezieht sich auf die Erstautoren der Erstbeschreibung aus dem Jahre 1938 durch den britischen Dermatologen Geoffrey Barrow Dowling (1891–1976) und unabhängig davon im Jahre 1954 durch den französischen Dermatologen Robert Degos (1904–1987).
Die Bezeichnung als „Dowling-Degos Disease“ wurde im Jahre 1978 durch Edward Wilson Jones und Katherine Grice geprägt.

## Verbreitung
Die Häufigkeit ist nicht bekannt, die Vererbung erfolgt autosomal-dominant.

## Ursache
Je nach zugrundeliegender genetischer Veränderung können folgende Formen unterschieden werden:
- Dowling-Degos Disease 1 („klassische“ Pigmentierungsstörung der Gelenkbeugen), Mutationen im KRT5-Gen im Chromosom 12 am Genort q13.13, welches für Keratin 5 kodiert.[7]
- Dowling-Degos Disease 2, Mutationen im POFUT1-Gen im Chromosom 20 an q11.21[8]
- Dowling-Degos Disease 3, Mutationen Chromosom 17 an q21.3-q22[9]
- Dowling-Degos Disease 4, Mutationen im POGLUT1-Gen im Chromosom 3 am Genort q13.33[10]

## Klinische Erscheinungen
Klinische Kriterien sind:
- Beginn im frühen Erwachsenenalter
- gesprenkelte netzförmige, teilweise konfluierende braunschwarze oder graublaue Flecken, flach erhabene Papeln in der Haut der Beugezonen von Leistenregion, Achseln, Geschlechtsteilen, in der Brustfalte und am Hals (große Hautbeugen)
- inkonstant follikulär perioral (um die Mundöffnung) und an der Nase
- komedoartige dunkle follikuläre Hyperkeratosen im Nacken und den großen Hautbeugen

Als Sonderformen können nachstehende Kombinationen mit weiteren Veränderungen angesehen werden:
- Haber-Syndrom + Rosazea- artigen Veränderung im Gesicht
- Morbus Galli-Galli + erythematöse Dyskeratosis follicularis (Morbus Darier)
- Retikuläre Hyperpigmentierung vom Typ Kitamura an den Streckseiten Hände und Füße

Weitere Manifestationen sowie Kombinationen sind beschrieben.

## Therapie
Die Behandlung mit Phototherapie, insbesondere durch Blitzlampentherapie (Pulsed Light) scheint erfolgversprechend.